# Сальвадор на летних Олимпийских играх 1984
Сальвадор принимал участие в Летних Олимпийских играх 1984 года в Лос-Анджелесе (США) после двенадцатилетнего перерыва, в третий раз за свою историю, но не завоевал ни одной медали. Сборнуая состояла из 9 мужчин и 1 женщины.

## Результаты

### Борьба
Соревнования в борьбе проводились в двух группах по системе с выбыванием. Спортсмен, проигравший два боя покидал соревнования. Победители групп встречались в финальном поединке.
Мужчины
Вольная борьба
| Соревнование | Спортсмены     | Первый раунд            | Второй раунд              | Третий раунд         | Четвёртый раунд      | Пятый раунд          | Шестой раунд         | Финал                | Место                |
| Соревнование | Спортсмены     | Соперник Результат      | Соперник Результат        | Соперник Результат   | Соперник Результат   | Соперник Результат   | Соперник Результат   | Соперник Результат   | Место                |
| ------------ | -------------- | ----------------------- | ------------------------- | -------------------- | -------------------- | -------------------- | -------------------- | -------------------- | -------------------- |
| до 68 кг     | Густаво Мансур | Группа B                | Группа B                  | Группа B             | Группа B             | Группа B             | Группа B             | Завершил выступление | Завершил выступление |
| до 68 кг     | Густаво Мансур | Д. Сингх (IND) П 0:4 ST | Э. Кносп (FRG) П 0:3,5 PS | Завершил выступление | Завершил выступление | Завершил выступление | Завершил выступление | Завершил выступление | Завершил выступление |

Греко-римская борьба
| Соревнование | Спортсмены     | Первый раунд           | Второй раунд             | Третий раунд         | Четвёртый раунд      | Пятый раунд          | Шестой раунд         | Финал                | Место                |
| Соревнование | Спортсмены     | Соперник Результат     | Соперник Результат       | Соперник Результат   | Соперник Результат   | Соперник Результат   | Соперник Результат   | Соперник Результат   | Место                |
| ------------ | -------------- | ---------------------- | ------------------------ | -------------------- | -------------------- | -------------------- | -------------------- | -------------------- | -------------------- |
| до 62 кг     | Густаво Мансур | Группа B               | Группа B                 | Группа B             | Группа B             | Группа B             | Группа B             | Завершил выступление | Завершил выступление |
| до 62 кг     | Густаво Мансур | Х. Диче (SUI) П 0:4 ST | Ким Вонги (KOR) П 0:4 TF | Завершил выступление | Завершил выступление | Завершил выступление | Завершил выступление | Завершил выступление | Завершил выступление |